# Campionato italiano di calcio da tavolo 1999
Il venticinquesimo campionato italiano di calcio da tavolo venne organizzato dalla F.I.S.C.T. a Padova nel 1999.
Sono stati assegnati 5 titoli:
- Open
- Veterans (Over36)
- Under20
- Under16
- Femminile

## Medagliere
| Pos. | Regione |   |   |   | Totale |
| ---- | ------- | - | - | - | ------ |
| 1    |         | 0 | 0 | 0 | 0      |
| 1    |         | 0 | 0 | 0 | 0      |
| 1    |         | 0 | 0 | 0 | 0      |
| 1    |         | 0 | 0 | 0 | 0      |
| 1    |         | 0 | 0 | 0 | 0      |
| 1    |         | 0 | 0 | 0 | 0      |
| 1    |         | 0 | 0 | 0 | 0      |

## Risultati

### Categoria Open

#### Girone A
- Massimo Bolognino - Francesco Ranieri 5-0
- Daniele Gamba - Dino Ricco 1-1
- Massimo Bolognino - Dino Ricco 4-0
- Daniele Gamba - Francesco Ranieri 2-0
- Massimo Bolognino - Daniele Gamba 9-2
- Francesco Ranieri - Dino Ricco 0-1

#### Girone B
- Stefano De Francesco - Emanuele Cattani 3-0
- Ivan Zarra - Stefano Capossela 2-4
- Stefano De Francesco - Stefano Capossela 8-0
- Ivan Zarra - Emanuele Cattani 1-5
- Stefano De Francesco - Ivan Zarra 9-1
- Emanuele Cattani - Stefano Capossela 1-1

#### Girone C
- Alessandro Mastropasqua - William Dotto 2-3
- Francesco Mattiangeli - Saverio Ferrante 2-1
- Alessandro Mastropasqua- Saverio Ferrante 0-1
- Francesco Mattiangeli - William Dotto 1-1
- Alessandro Mastropasqua - Francesco Mattiangeli 3-4
- William Dotto - Saverio Ferrante 4-1

#### Girone D
- Roberto Iacovich - Massimiliano Nastasi n.d.
- Nicotra - Ivano Russo 2-0
- Roberto Iacovich - Ivano Russo 2-0
- Nicotra - Massimiliano Nastasi n.d.
- Roberto Iacovich - Nicotra	4-0
- Massimiliano Nastasi - Ivano Russo n.d.

#### Girone E
- Lorenzo Pinto - Francesco Quattrini 2-1
- Andrea DiVincenzo - Marco Lauretti n.d.
- Lorenzo Pinto - Marco Lauretti 1-1
- Andrea DiVincenzo - Francesco Quattrini n.d.
- Lorenzo Pinto - Andrea DiVincenzo n.d.
- Francesco Quattrini - Marco Lauretti 1-1

#### Girone F
- Gianluca Galeazzi - Paolo Musso 1-2
- Andrea Catalani - Yari Intra 0-3
- Gianluca Galeazzi - Yari Intra 1-0
- Andrea Catalani - Paolo Musso 2-2
- Gianluca Galeazzi - Andrea Catalani 5-4
- Paolo Musso - Yari Intra 0-1

#### Girone G
- Mario Corradi - Marco Pinausi 13-3
- Alberto Riccò - Dario Belperio 3-1
- Mario Corradi - Dario Belperio 2-2
- Alberto Riccò - Marco Pinausi 4-2
- Mario Corradi - Alberto Riccò 3-2
- Marco Pinausi - Dario Belperio 1-5

#### Girone H
- Saverio Bari - Alessandro Toni 2-1
- Salvatore Randielli - Danilo Biondi 2-2
- Saverio Bari - Danilo Biondi 4-1
- Salvatore Randielli - Alessandro Toni 0-1
- Saverio Bari- Salvatore Randielli 5-1
- Alessandro Toni - Danilo Biondi 4-1

#### Ottavi di finale
- Massimo Bolognino - Alberto Riccò 2-0
- Saverio Bari - Emanuele Cattani 1-0
- Roberto Iacovich - Yari Intra 1-0
- Lorenzo Pinto - Francesco Mattiangeli 0-0* d.c.p.
- Stefano De Francesco - Alessandro Toni 4-1
- Mario Corradi - Dino Ricco 6-2
- William Dotto - Marco Lauretti 0-3ff
- Gianluca Galeazzi - Nicotra 4-2

#### Quarti di finale
- Massimo Bolognino - Saverio Bari 1*-1 d.c.p.
- Roberto Iacovich - Francesco Mattiangeli 0-1
- Stefano De Francesco - Mario Corradi 3-1
- Marco Lauretti  - Gianluca Galeazzi 1-3

#### Semifinali
- Massimo Bolognino - Francesco Mattiangeli 2-3 d.t.s.
- Stefano De Francesco - Gianluca Galeazzi 2-1

#### Finale
- Stefano De Francesco - Francesco Mattiangeli 2-0

### Categoria Under20

#### Semifinale
- Intra - Dragonetti 4-0
- Suffritti - Conti 4-2

#### Finale
- Intra - Suffritti 7-1

### Categoria Under16

#### Semifinale
- Cammarota - Scorza 3-2
- Mazzeo B. - Peghin 2-1

#### Finale
- Mazzeo - Cammarota 3-0

### Categoria Veterans

#### Semifinale
- Tecchiati - Marinucci 1-0
- Sonnino - Conti 2-1

#### Finale
- Sonnino - Tecchiati 2-0

### Categoria Femminile

#### Finale
- Intra Elena - Ferri 4-0